# Afrikaanse Spelen 2023
De dertiende editie van de Afrikaanse Spelen (editie 2023) werden gehouden van 8 tot en met 23 maart 2024, formeel in Accra in Ghana. Ondanks het feit dat Accra de geselecteerde gaststad was, werden belangrijke gedeeltes van de spelen gehouden in twee sub-gaststeden: Kumasi en Cape Coast. De spelen waren oorspronkelijk gepland om in augustus 2023 te worden gehouden, maar door het niet op tijd voltooien van de faciliteiten en ruzies over marketinginkomsten werden de spelen uitgesteld tot maart 2024.
De selectie van de locatie door het ANOCA vond plaats in 2018: Accra werd gekozen tot gaststad van de XIIIe Afrikaanse Spelen, en won het verkiezingsproces van Abuja in Nigeria en Ouagadougou in Burkina Faso.
Plannen om een nieuw stadion te bouwen voor het evenement werden geannuleerd vanwege de COVID-19-pandemie.

## Deelnemende landen
Van de 54 leden van de ANOCA stuurden 53 leden delegaties om deel te nemen aan het evenement, de enige uitzondering was Kaapverdië. Ook opmerkelijk is de aanwezigheid van een delegatie van de Afrikaanse Judo-Unie. Dit gebeurde omdat de Judo Federatie van het Nationaal Olympisch Comité van Angola geschorst was na een veroordeling door het WADA en de toegelaten judoka's van dat land als neutralen in de sport streden. Hun 3 medailles worden echter toegevoegd aan de Angolese delegatie in de finaletafel.
Tussen haakjes worden het aantal deelnemende atleten per land vermeld.
| Algerije (222) Angola (110) Benin (109) Botswana (65) Burkina Faso (129) Burundi (24) Centraal-Afrikaanse Republiek (25) Comoren (10) Congo-Brazzaville (77) Congo-Kinshasa (137) Djibouti (13) Egypte (284) Equatoriaal-Guinea (33) Eritrea (33) Ethiopië (161) Gabon (36) Gambia (68) Ghana (414) | Guinee (20) Guinee-Bissau (5) Ivoorkust (50) Kameroen (65) Kenia (219) Lesotho (9) Liberia (20) Libië (14) Madagaskar (65) Malawi (10) Mali (84) Marokko (81) Mauritanië (10) Mauritius (77) Mozambique (32) Namibië (89) Niger (28) Nigeria (350) | Oeganda (217) Rwanda (44) Sao Tomé en Principe (7) Senegal (104) Seychellen (48) Sierra Leone (48) Somalië (1) Soedan (7) Swaziland (13) Tanzania (77) Togo (62) Tsjaad (29) Tunesië (136) Zambia (73) Zimbabwe (89) Zuid-Afrika (189) Zuid-Soedan (29) |

## Sporten
| Armworstelen Atletiek Badminton 3×3-basketbal Beachvolleybal Boksen | Cricket Gewichtheffen Handbal Hockey Judo Karate | Rugby sevens Schaken Taekwondo Tafeltennis Tennis Triatlon | Voetbal Volleybal Wielersport Worstelen Zwemmen |

## Medaillespiegel
| Plaats | Land         | Goud | Zilver | Brons | Totaal |
| 1      | Egypte       | 103  | 47     | 43    | 193    |
| 2      | Nigeria      | 47   | 34     | 40    | 121    |
| 3      | Zuid-Afrika  | 32   | 32     | 42    | 106    |
| 4      | Algerije     | 29   | 38     | 48    | 115    |
| 5      | Tunesië      | 22   | 27     | 38    | 87     |
| 6      | Ghana        | 19   | 29     | 21    | 69     |
| 7      | Marokko      | 9    | 12     | 14    | 35     |
| 8      | Ethiopië     | 9    | 8      | 5     | 22     |
| 9      | Mauritius    | 9    | 5      | 11    | 25     |
| 10     | Kenia        | 8    | 8      | 21    | 37     |
| 11-44  | Andere NOC's | 49   | 94     | 147   | 290    |
| Totaal | Totaal       | 336  | 334    | 430   | 1100   |

1965 ·
1973 ·
1978 ·
1987 ·
1991 ·
1995 ·
1999 ·
2003 ·
2007 ·
2011 ·
2015 ·
2019 ·
2023 ·
2027